# Besleria
Genre
Classification phylogénétique
Besleria est un genre de plantes à fleurs  de la famille des Gesneriaceae.
C'est Charles Plumier qui crée ce nom de genre, en l'honneur du botaniste Basilius Besler (1561-1629). Carl von Linné le reprend par la suite.

## Liste partielle d'espèces
- Besleria insignis Mart. & Gal.
- Besleria laxiflora Benth.
- Besleria leucostoma (Hook.) Hanst.
- Besleria lutea L.
- Besleria maasii Wiehler